# نيك روز
نيك روز (بالإنجليزية: Nick Rose) هو عداء مسافات طويلة بريطاني، ولد في 30 ديسمبر 1951 في برستل في المملكة المتحدة.

## وصلات خارجية
- نيك روز على موقع الاتحاد الدولي لألعاب القوى (الإنجليزية)
- نيك روز على موقع ThePowerOf10.info (الإنجليزية)
- نيك روز على موقع أوليمبيديا (الإنجليزية)
- نيك روز على موقع اللجنة الأولمبية البريطانية (الإنجليزية)
- نيك روز على موقع إن إن دي بي (الإنجليزية)